# Шонгау (Баварія)
Шонгау (нім. Schongau) — місто в Німеччині, розташоване в землі Баварія. Підпорядковується адміністративному округу Верхня Баварія. Входить до складу району Вайльгайм-Шонгау.
Площа — 21,35 км2. Населення становить 12 350 ос. (станом на 31 грудня 2020).